# بشیر عبدالصمد
بشیر عبدالصمد (عربی: بشير عبد الصمد؛ زادهٔ) یک بازیکن فوتبال، و سرمربی (فوتبال) اهل مصر است.
از باشگاه‌هایی که در آن بازی کرده‌است می‌توان به باشگاه ورزشی اسماعیلی و تیم ملی فوتبال مصر اشاره کرد.